# 서울특별시의 국가등록문화유산
대한민국의 국가등록문화재 가운데 서울특별시에 있는 국가등록문화재는 다음의 목록과 같다.
| 번호    | 사진 | 명칭                                                                              | 소재지                                                                 | 관리자 (단체)                         | 지정일                                                                               | 참조                             |
| 1호     |      | 서울 남대문로 한국전력공사 사옥 (서울 南大門路 韓國電力公社 社屋)                 | 서울 중구 남대문로 92, 외 3필지 (남대문로2가)                          | 한국전력공사                          | 2002년 2월 28일 지정                                                                 |                                  |
| 2호     |      | 서울 구 경기고등학교 (서울 舊 京畿高等學校)                                       | 서울 종로구 북촌로5길 48 (화동)                                        | 서울시교육청                          | 2002년 2월 28일 지정                                                                 |                                  |
| 3호     |      | 서울 이화여자고등학교 심슨기념관 (서울 梨花女子高等學校 심슨紀念館)               | 서울 중구 정동길 26 (정동)                                             | 학교법인 이화학원                     | 2002년 2월 28일 지정                                                                 |                                  |
| 11호    |      | 서울 구 국회의사당 (서울 舊 國會議事堂)                                           | 서울 중구 세종대로 125 (태평로1가)                                     | 서울특별시 중구청                     | 2002년 5월 31일 지정                                                                 |                                  |
| 12호    |      | 서울대학교 구 공과대학 본관과 교사 (서울大學校 舊 工科大學 本館과 校舍)           | 서울 노원구 공릉로 232 (공릉동)                                        | 서울과학기술대학교                    | 2002년 5월 31일 지정                                                                 |                                  |
| 13호    |      | 서울공업고등학교 본관 (서울工業高等學校 本館)                                     | 서울 동작구 대방동 390-5                                               | 서울시교육청                          | 2002년 5월 31일 지정                                                                 |                                  |
| 14호    |      | 서울 이화여자대학교 파이퍼 홀 (서울 梨花女子大學校 파이퍼 홀)                     | 서울 서대문구 이화여대길 52 (대현동)                                   | 학교법인 이화학당                     | 2002년 5월 31일 지정                                                                 |                                  |
| 40호    |      | 서울 창녕위궁 재사 (서울 昌寧尉宮 齋舍)                                           | 서울 강북구 월계로 173 (번동)                                          | 서울시 중부푸른도시사업소장           | 2002년 9월 13일 지정                                                                 |                                  |
| 52호    |      | 구 서울특별시청사 (舊 서울特別市廳舍)                                             | 서울 중구 세종대로 110 (태평로1가)                                     | 서울특별시                            | 2003년 6월 30일 지정                                                                 |                                  |
| 53호    |      | 서울 건국대학교 구 서북학회회관 (서울 建國大學校 舊 西北學會會館)                 | 서울 광진구 아차산로 263 (화양동)                                      | 건국대학교                            | 2003년 6월 30일 지정                                                                 |                                  |
| 80호    |      | 덕수궁 석조전 동관 (德壽宮 石造殿 東館)                                           | 서울 중구 세종대로 99 (정동)                                           | 덕수궁관리소장                        | 2004년 2월 6일 지정, 2008년 6월 23일 해제, 사적 제124호 지정범위와 중복              |                                  |
| 81호    |      | 덕수궁 석조전 서관 (德壽宮 石造殿 西館)                                           | 서울 중구 세종대로 99 (정동)                                           | 덕수궁관리소장                        | 2004년 2월 6일 지정, 2008년 6월 23일 해제, 사적 제124호 지정범위와 중복              |                                  |
| 82호    |      | 덕수궁 정관헌 (德壽宮 靜觀軒)                                                     | 서울 중구 세종대로 99 (정동)                                           | 덕수궁관리소장                        | 2004년 2월 6일 지정, 2008년 6월 23일 해제, 사적 제124호 지정범위와 중복              |                                  |
| 83호    |      | 창경궁 대온실 (昌慶宮 大溫室)                                                     | 서울 종로구 창경궁로 185 (와룡동)                                      | 창경궁관리소장                        | 2004년 2월 6일 지정                                                                  |                                  |
| 84호    |      | 서울 원서동 고희동 가옥 (서울 苑西洞 高羲東 家屋)                                 | 서울 종로구 원서동 16                                                  | 서울특별시 종로구청                   | 2004년 9월 4일 지정                                                                  |                                  |
| 85호    |      | 서울 계동 배렴 가옥 (서울 桂洞 裵濂 家屋)                                         | 서울 종로구 계동 72                                                    | SH공사                                | 2004년 9월 4일 지정                                                                  |                                  |
| 86호    |      | 누상동 이중섭 가옥 (樓上洞 李仲燮 家屋)                                           | 서울 종로구 옥인6가길 44-5 (누상동)                                    | 정종호                                | 2004년 9월 4일 지정, 2008년 8월 11일 해제, 정밀조사 결과 화가 이중섭과는 관계가 없음 |                                  |
| 87호    |      | 서울 홍지동 이광수 별장 터 (서울 弘智洞 李光洙 別莊 터)                           | 서울 종로구 홍지문1길 10 (홍지동)                                      | 한남희, 김미영                        | 2004년 9월 4일 지정                                                                  |                                  |
| 88호    |      | 통인동 이상 가옥 (通仁洞 李箱 家屋)                                               | 서울 종로구 자하문로7길 18 (통인동)                                    | 재단법인 김수근 문화재단              | 2004년 2월 6일 지정, 2008년 6월 23일 해제, 시인 이상(李箱)과는 관계가 없음           |                                  |
| 89호    |      | 서울 평창동 박종화 가옥 (서울 平倉洞 朴鐘和 家屋)                                 | 서울 종로구 평창11길 80 (평창동)                                       | 박돈수                                | 2004년 9월 4일 지정                                                                  |                                  |
| 90호    |      | 서울 홍파동 홍난파 가옥 (서울 紅把洞 洪蘭坡 家屋)                                 | 서울 종로구 송월1길 38, , 2-46 (홍파동)                                | 서울특별시 종로구청                   | 2004년 9월 4일 지정                                                                  |                                  |
| 91호    |      | 서울 돈암장 (서울 敦岩莊)                                                         | 서울 성북구 동소문로3길 84 (동소문동4가)                               | 김수근                                | 2004년 9월 4일 지정                                                                  |                                  |
| 92호    |      | 서울 의릉 구 중앙정보부 강당 (서울 懿陵 舊 中央情報部 講堂)                       | 서울 성북구 화랑로 32길 146-20                                         | 의릉관리소                            | 2004년 9월 4일 지정                                                                  |                                  |
| 93호    |      | 서울 배화여자고등학교 생활관 (서울 培花女子高等學校 生活館)                       | 서울 종로구 필운동 12-3번지 외1                                        | 배화학원                              | 2004년 9월 4일 지정                                                                  |                                  |
| 133호   |      | 서울 한국기독교장로회총회 선교교육원 (서울 韓國基督敎長老會總會 宣敎敎育院)       | 서울 서대문구 경기대로 55 (충정로2가)                                  | .                                     | 2004년 12월 31일 지정                                                                |                                  |
| 134호   |      | 서울 동선동 권진규 아틀리에 (서울 東仙洞 權鎭圭 아틀리에)                         | 서울 성북구 동소문로26마길 2-15 (동선동3가)                            | .                                     | 2004년 12월 31일 지정                                                                |                                  |
| 135호   |      | 서울 구 경성방직 사무동 (서울 舊 京城紡織 事務棟)                                 | 서울 영등포구 영등포동 4가 441-10                                      | .                                     | 2004년 12월 31일 지정                                                                |                                  |
| 136호   |      | 서울 구 신촌역사 (서울 舊 新村驛舍)                                               | 서울 서대문구 대현동 74-12, 74-21                                      | 서대문구청                            | 2004년 12월 31일 지정                                                                |                                  |
| 171호   |      | 서울 누하동 이상범 가옥과 화실 (서울 樓下洞 李象範 家屋과 畵室)                   | 서울 종로구 누하동 178, 181                                            | .                                     | 2005년 4월 15일 지정                                                                 |                                  |
| 223호   |      | 광양 서울대학교 남부연습림 관사 (光陽 서울大學校 南部演習林 官舍)                 | 전남 광양시 광양읍 매천로 797 (칠성리)                                 | 서울대학교                            | 2005년 12월 9일 지정                                                                 |                                  |
| 229호   |      | 서울 계동 근대 한옥 (서울 桂洞 近代 韓屋)                                         | 서울 종로구 계동길 37 (계동)                                           | .                                     | 2006년 3월 2일 지정                                                                  |                                  |
| 230호   |      | 서울 혜화동성당 (서울 惠化洞聖堂)                                                 | 서울 종로구 창경궁로 288 (혜화동)                                      | .                                     | 2006년 3월 2일 지정                                                                  |                                  |
| 231호   |      | 서울 창전동 공민왕 사당 (서울 倉前洞 恭愍王 祠堂)                                 | 서울 마포구 창전동 42-17                                               | 마포문화원                            | 2006년 3월 2일 지정                                                                  |                                  |
| 237호   |      | 서울 구 대법원 청사 (서울 舊 大法院 廳舍)                                         | 서울 중구 덕수궁길 15 (서소문동 37)                                    | .                                     | 2006년 3월 2일 지정                                                                  |                                  |
| 238호   |      | 서울 구 미국문화원 (서울 舊 美國文化院)                                           | 서울 중구 을지로 23 (을지로1가)                                        | .                                     | 2006년 3월 2일 지정                                                                  |                                  |
| 240호   |      | 창덕궁 희정당 총석정절경도 (昌德宮 熙政堂 叢石亭絶景圖)                           | 서울 종로구 와룡동 2-71                                                | 창덕궁관리소                          | 2006년 3월 2일 지정                                                                  |                                  |
| 241호   |      | 창덕궁 희정당 금강산만물초승경도 (昌德宮 熙政堂 金剛山萬物肖勝景圖)               | 서울 종로구 와룡동 2-71                                                | 창덕궁관리소                          | 2006년 3월 2일 지정                                                                  |                                  |
| 242호   |      | 창덕궁 대조전 봉황도 (昌德宮 大造殿 鳳凰圖)                                       | 서울 종로구 와룡동 2-71                                                | 창덕궁관리소                          | 2006년 3월 2일 지정                                                                  |                                  |
| 243호   |      | 창덕궁 대조전 백학도 (昌德宮 大造殿 白鶴圖)                                       | 서울 종로구 와룡동 2-71                                                | 창덕궁관리소                          | 2006년 3월 2일 지정                                                                  |                                  |
| 244호   |      | 창덕궁 경훈각 조일선관도 (昌德宮 景薰閣 朝日仙觀圖)                               | 서울 종로구 와룡동 2-71                                                | 창덕궁관리소                          | 2006년 3월 2일 지정                                                                  |                                  |
| 245호   |      | 창덕궁 경훈각 삼선관파도 (昌德宮 景薰閣 三仙觀波圖)                               | 서울 종로구 와룡동 2-71                                                | 창덕궁관리소                          | 2006년 3월 2일 지정                                                                  |                                  |
| 250호   |      | 서울 한강철도교 (서울 漢江鐵道橋)                                                 | 서울 용산구 이촌동 198-2 외                                            |                                       | 2006년 6월 19일 지정                                                                 |                                  |
| 267호   |      | 경운궁 양이재 (慶運宮 養怡齋)                                                     | 서울 중구 세종대로21길 15 (정동)                                       | 대한성공회 유지재단                   | 2006년 9월 19일 지정                                                                 |                                  |
| 268호   |      | 서울 성북동 최순우 가옥 (서울 城北洞 崔淳雨 家屋)                                 | 서울 성북구 성북로15길 9, , 128-18 (성북동)                            | (재)내셔널트러스트 문화유산기금       | 2006년 9월 19일 지정                                                                 |                                  |
| 269호   |      | 서울 청량리역 검수차고 (서울 淸凉里驛 檢修車庫)                                   | 서울 동대문구 왕산로 214, 외 1필지 (전농동)                            | .                                     | 2006년 9월 19일 지정                                                                 |                                  |
| 300호   |      | 서울 구 화랑대역 (서울 舊 花郞臺驛)                                               | 서울 노원구 공릉2동 29-51, 37-2                                        | .                                     | 2006년 12월 4일 지정                                                                 |                                  |
| 318호   |      | 순종어차 (純宗御車)                                                               | 서울 종로구 율곡로 99, 창덕궁 (와룡동)                                 | 국립고궁박물관                        | 2006년 12월 4일 지정                                                                 |                                  |
| 319호   |      | 순종황후어차 (純宗皇后御車)                                                       | 서울 종로구 율곡로 99, 창덕궁 (와룡동)                                 | 국립고궁박물관                        | 2006년 12월 4일 지정                                                                 |                                  |
| 342호   |      | 미몽(일명 : 죽음의 자장가) (迷夢)                                                 | 서울 마포구 상암동 DMC단지 1602                                        |                                       | 2007년 9월 17일 지정                                                                 |                                  |
| 343호   |      | 자유만세 (自由萬歲)                                                               | 서울 마포구 상암동 DMC단지 1602                                        |                                       | 2007년 9월 17일 지정                                                                 |                                  |
| 345호   |      | 마음의 고향 (마음의 故鄕)                                                         | 서울 마포구 상암동 DMC단지 1602                                        |                                       | 2007년 9월 17일 지정                                                                 |                                  |
| 346호   |      | 피아골 (피아골)                                                                   | 서울 마포구 상암동 DMC단지 1602                                        |                                       | 2007년 9월 17일 지정                                                                 |                                  |
| 347호   |      | 자유부인 (自由夫人)                                                               | 서울 마포구 상암동 DMC단지 1602                                        |                                       | 2007년 9월 17일 지정                                                                 |                                  |
| 348호   |      | 시집가는 날(일명 : 맹진사댁 경사) (媤집가는 날(一名 : 孟進士宅慶事))              | 서울 마포구 상암동 DMC단지 1602                                        |                                       | 2007년 9월 17일 지정                                                                 |                                  |
| 357호   |      | 서울 명륜동 장면 가옥 (서울 明倫洞 張勉 家屋)                                     | 서울 종로구 명륜동 36-1                                                | .                                     | 2007년 10월 1일 지정                                                                 |                                  |
| 358호   |      | 서울 구의정수장 제1·2공장 (서울 九宜淨水場 第一·二工場)                           | 서울 광진구 광나루로 531 (구의동)                                      | .                                     | 2007년 10월 22일 지정                                                                |                                  |
| 363호   |      | 서울 구 양천수리조합 배수펌프장 (서울 舊 陽川水利組合 配水펌프場)                 | 서울 강서구 양천로 282 (마곡동)                                        | .                                     | 2007년 11월 22일 지정                                                                |                                  |
| 369호   |      | 서울대학교 구 공과대학 광산학과 교사 (서울大學校 舊 工科大學 鑛山學科 校舍)       | 서울 노원구 공릉로 232 (공릉동)                                        | 서울과학기술대학교                    | 2008년 2월 28일 지정                                                                 |                                  |
| 375호   |      | 서울 구 국군기무사령부 본관 (서울 舊 國軍機務司令部 本館)                         | 서울 종로구 삼청로 36 (소격동)                                         | .                                     | 2008년 7월 3일 지정                                                                  |                                  |
| 381호   |      | 뉴욕 월도프 아스토리아 호텔 게양 태극기 (뉴욕 월도프 아스토리아 호텔 揭揚 太極旗) | 서울 영등포구 의사당대로 1, 국회 헌정기념관 (여의도동,국회)            | .                                     | 2008년 8월 12일 지정                                                                 |                                  |
| 382호   |      | 데니 태극기 (데니(O.N.Denny) 太極旗)                                              | 서울 용산구 서빙고로 137, 국립중앙박물관 (용산동6가)                   | .                                     | 2008년 8월 12일 지정                                                                 |                                  |
| 384호   |      | 동덕여자의숙 태극기 (同德女子義塾 太極旗)                                         | 서울 성북구 화랑로13길 60, 박물관 (하월곡동,동덕여자대학교)            | .                                     | 2008년 8월 12일 지정                                                                 |                                  |
| 395-1호 |      | 대한민국 임시의정원 태극기 (大韓民國臨時議政院 太極旗)                            | 서울 종로구 세종대로 198                                               | 대한민국역사박물관                    | 2008년 8월 12일 지정                                                                 |                                  |
| 395-2호 |      | 대한민국 임시의정원 태극기 (大韓民國臨時議政院 太極旗)                            | 서울 종로구 세종대로 198                                               | 대한민국역사박물관                    | 2013년 8월 27일 지정                                                                 |                                  |
| 396호   |      | 이승만대통령 의전용 세단 (李承晩大統領 儀典用 세단)                               | 서울 용산구 이태원로 29, 전쟁기념관 (용산동1가)                        |                                       | 2008년 8월 12일 지정                                                                 |                                  |
| 397호   |      | 박정희대통령 업무용 세단 (朴正熙大統領 業務用 세단)                               | 서울 용산구 이태원로 29, 전쟁기념관 (용산동1가)                        |                                       | 2008년 8월 12일 지정                                                                 |                                  |
| 398호   |      | 박정희대통령 의전용 세단 (朴正熙大統領 儀典用 세단)                               | 서울 노원구 공릉동 산 230-30(육군박물관)                               |                                       | 2008년 8월 12일 지정                                                                 |                                  |
| 400호   |      | 기아 경3륜 트럭 (起亞 輕三輪 트럭)                                                | 서울 종로구 창경궁로 215-0 (와룡동, 서울과학관)                        | 문화체육관광부                        | 2008년 8월 12일 지정                                                                 |                                  |
| 402호   |      | 서울 구 신아일보 별관 (서울 舊 新亞日報社 別館)                                   | 서울 중구 정동길 33 (정동)                                             | .                                     | 2008년 8월 27일 지정                                                                 |                                  |
| 412호   |      | 서울 신당동 박정희 가옥 (서울 新堂洞 朴正熙 家屋)                                 | 서울 중구 다산로36가길 25 (신당동)                                     | .                                     | 2008년 10월 10일 지정                                                                |                                  |
| 413호   |      | 서울 서교동 최규하 가옥 (서울 西橋洞 崔圭夏 家屋)                                 | 서울 마포구 서교동 467-5                                               | 서울특별시                            | 2008년 10월 10일 지정                                                                |                                  |
| 426호   |      | 전차 363호 (電車 363號)                                                           | 서울 종로구 창경궁로 113, 국립서울과학관 (인의동)                      |                                       | 2008년 10월 17일 지정                                                                |                                  |
| 428호   |      | 서울 구 용산철도병원 본관 (서울 舊 龍山鐵道病院 本館)                             | 서울 용산구 한강대로14길 35-29 (한강로3가)                             | .                                     | 2008년 10월 27일 지정                                                                |                                  |
| 429호   |      | 벽걸이형 자석식 전화기 (壁挂形 磁石式 電話機)                                     | 서울 성북구 하월곡동 67-48 (KT 월곡지사)                               | .                                     | 2009년 4월 22일 지정                                                                 |                                  |
| 430호   |      | 벽걸이형 공전식 전화기 (壁挂而形 共電式 電話機)                                   | 서울 성북구 하월곡동 67-48 (KT 월곡지사)                               | .                                     | 2009년 4월 22일 지정                                                                 |                                  |
| 431호   |      | 벽걸이형 자동식 전화기 (壁挂形 自動式 電話機)                                     | 서울 성북구 하월곡동 67-48 (KT 월곡지사)                               | .                                     | 2009년 4월 22일 지정                                                                 |                                  |
| 432호   |      | 이중 전보송신기 (二重 電報 送信機)                                                | 서울 성북구 하월곡동 67-48 (KT월곡지사)                                |                                       | 2009년 4월 22일 지정                                                                 |                                  |
| 433호   |      | 음향인자전신기 (音響印字電信機)                                                   | 서울 성북구 하월곡동 67-48 (KT 월곡지사)                               |                                       | 2009년 4월 22일 지정                                                                 |                                  |
| 435호   |      | 무장하 케이블 접속장치 (無裝荷케이블接續裝置)                                     | 서울 성북구 하월곡동 67-48 (KT 월곡지사)                               |                                       | 2009년 4월 22일 지정                                                                 |                                  |
| 439호   |      | 백범 김구 혈의(血衣) 일괄                                                         | 서울 용산구 효창동 255 (백범김구기념관)                                |                                       | 2009년 6월 26일 지정                                                                 |                                  |
| 440-2호 |      | 백범 김구 인장 金九                                                               | 서울 용산구 효창동 255 (백범김구기념관)                                |                                       | 2009년 6월 26일 지정                                                                 |                                  |
| 440-3호 |      | 백범 김구 인장 寬和, 金九之印, 白凡                                               | 서울 용산구 효창동 255 (백범김구기념관)                                |                                       | 2009년 6월 26일 지정                                                                 |                                  |
| 441호   |      | 백범 김구 회중시계                                                                | 서울 용산구 효창동 255 (백범김구기념관)                                | .                                     | 2009년 6월 26일 지정                                                                 |                                  |
| 442-1호 |      | 백범 김구 유묵 韓美親善平等互助                                                   | 서울 용산구 효창동 255                                                 |                                       | 2009년 6월 26일 지정                                                                 |                                  |
| 442-2호 |      | 백범 김구 유묵 愼其獨                                                             | 서울 용산구 효창동 255 (백범김구기념관)                                |                                       | 2009년 6월 26일 지정                                                                 |                                  |
| 442-3호 |      | 백범 김구 유묵 思無邪                                                             | 서울 용산구 효창동 255 (백범김구기념관)                                |                                       | 2009년 6월 26일 지정                                                                 |                                  |
| 445호   |      | 알렌의 진단서                                                                     | 서울 서대문구 연세로 50, 동은의학박물관 (신촌동)                       | .                                     | 2009년 10월 12일 지정                                                                |                                  |
| 446호   |      | 알렌의 검안경                                                                     | 서울 서대문구 연세로 50, 동은의학박물관 (신촌동)                       | 국립중앙박물관                        | 2009년 10월 12일 지정                                                                |                                  |
| 447호   |      | 제중원 1차년도 보고서                                                             | 서울 서대문구 연세로 50, 학술정보원 (신촌동,연세대학교)                | .                                     | 2009년 10월 12일 지정                                                                |                                  |
| 448호   |      | 에비슨의 수술장면 유리건판 필름                                                   | 서울 용산구 서울특별시 용산구 서빙고로 137, 국립중앙박물관 (용산동6가) | 국립중앙박물관                        | 2009년 10월 12일 지정                                                                |                                  |
| 449호   |      | 대한의원 개원 칙서                                                                | 서울 종로구 연건동 28 (서울대병원 의학박물관)                          | .                                     | 2009년 10월 12일 지정                                                                |                                  |
| 450호   |      | 분쉬의 외과도구                                                                   | 서울 서대문구 연세로 50, 동은의학박물관 (신촌동)                       | .                                     | 2009년 10월 12일 지정                                                                |                                  |
| 451호   |      | 건칠반 (乾漆盤)                                                                   | 서울 용산구 서빙고로 137, 국립중앙박물관 (용산동6가)                   | .                                     | 2009년 10월 12일 지정                                                                |                                  |
| 452호   |      | 은제이화문탕기 (銀製李花文湯器)                                                   | 서울 종로구 사직로 34 국립고궁박물관                                   | .                                     | 2009년 10월 12일 지정                                                                |                                  |
| 453호   |      | 은제이화문화병 (銀製李花文花甁)                                                   | 서울 종로구 사직로 34 국립고궁박물관                                   | .                                     | 2009년 10월 12일 지정                                                                |                                  |
| 454호   |      | 유제화형촛대 (鍮製花形燭臺)                                                       | 서울 서대문구 이화여대길 52, 이화여대박물관 (대현동)                   | .                                     | 2009년 10월 12일 지정                                                                |                                  |
| 458호   |      | 진관사 소장 태극기 및 독립신문류                                                  | 서울 은평구 진관동 354 (진관사)                                        | .                                     | 2010년 2월 25일 지정                                                                 |                                  |
| 459호   |      | 면제갑옷                                                                          | 서울 용산구 서빙고로 137, 국립중앙박물관 (용산동6가)                   | .                                     | 2010년 6월 25일 지정                                                                 |                                  |
| 460호   |      | 한국광복군 군복                                                                   | 서울 노원구 공릉동 산230-30 육군박물관                                 | .                                     | 2010년 6월 25일 지정                                                                 |                                  |
| 461호   |      | 대한민국 육군기                                                                   | 서울 노원구 공릉동 산230-30 육군박물관                                 | .                                     | 2010년 6월 25일 지정                                                                 |                                  |
| 464호   |      | 휴전협정 조인시 사용 책상                                                         | 서울 용산구                                                            | .                                     | 2010년 6월 25일 지정                                                                 |                                  |
| 466호   |      | 엄복동 자전거                                                                     | 서울 강동구                                                            | 김근우                                | 2010년 8월 24일 지정                                                                 |                                  |
| 467호   |      | 전차 381호                                                                        | 서울 종로구 새문안로 50, 서울역사박물관 (신문로2가,시티빌딩)           | 서울특별시                            | 2010년 8월 24일 지정                                                                 |                                  |
| 468호   |      | 명신여학교 태극기·현판·완문                                                       | 서울 강남구                                                            | 숙명여자고등학교                      | 2010년 8월 24일 지정                                                                 |                                  |
| 470-1호 |      | 김소월 시집 진달래꽃 (金素月 시집 진달래꽃)                                       | 서울 금천구 금하로 816 (시흥동,벽산5단지아파트)                        | 윤길수                                | 2011년 2월 25일 지정                                                                 |                                  |
| 470-2호 |      | 김소월 시집 진달래꽃 (金素月 시집 진달래꽃)                                       | 서울 중구 서소문로11길 19, 배재학당 역사박물관 (정동)                  | 배재학당 역사박물관                   | 2011년 2월 25일 지정                                                                 |                                  |
| 470-3호 |      | 김소월 시집 진달래꽃 (金素月 시집 진달래꽃)                                       | 서울 송파구 올림픽로4길 15,(잠실동,아시아선수촌아파트)                 | 이기문                                | 2011년 2월 25일 지정                                                                 |                                  |
| 470-4호 |      | 김소월 시집 진달래꽃 (金素月 시집 진달래꽃)                                       | 서울 성북구 성북로 49 운석빌딩                                         | 화봉문고                              | 2011년 2월 25일 지정                                                                 |                                  |
| 477호   |      | 빅타레코드 금속 원반                                                              | 서울 종로구 세종로 1-1                                                 | .                                     | 2011년 10월 17일 지정                                                                |                                  |
| 478호   |      | 찬양가                                                                            | 서울 서대문구 연세로 50                                                | .                                     | 2011년 10월 17일 지정                                                                |                                  |
| 480호   |      | 배재학당 피아노                                                                   | 서울 중구 서소문로 11길 19                                             | .                                     | 2011년 10월 17일 지정                                                                |                                  |
| 482호   |      | 배설 만사집                                                                       | 서울 종로구 세종로 139 동아일보 신문박물관                             | .                                     | 2011년 12월 15일 지정                                                                |                                  |
| 483호   |      | 배설 유품                                                                         | 서울 종로구 세종로 139 동아일보 신문박물관                             | .                                     | 2011년 12월 15일 지정                                                                |                                  |
| 484-1호 |      | 일제강점기 문자보급교재                                                           | 서울 종로구 세종로 139 동아일보 신문박물관                             | .                                     | 2011년 12월 15일 지정                                                                |                                  |
| 484-2호 |      | 일제강점기 문자보급교재                                                           | 서울 중구 세종대로 21길 52 조선일보 사료관                             | .                                     | 2011년 12월 15일 지정                                                                |                                  |
| 485호   |      | 백악춘효 (白岳春曉)                                                               | 서울 용산구 서빙고로 137, 국립중앙박물관 (용산동6가)                   | 국립중앙박물관                        | 2012년 2월 16일 지정                                                                 |                                  |
| 486호   |      | 운낭자상 (雲娘子像)                                                               | 서울 용산구 서빙고로 137, 국립중앙박물관 (용산동6가)                   | 국립중앙박물관                        | 2012년 2월 16일 지정                                                                 |                                  |
| 487호   |      | 부채를 든 자화상                                                                  | 경기 과천시 광명길 209 (국립현대미술관)                                | 국립현대미술관                        | 2012년 2월 16일 지정                                                                 |                                  |
| 488호   |      | 청춘의 십자로                                                                     | 서울 마포구 월드컵 북로 400 (한국 영상 자료원)                         | 한국영상자료원                        | 2012년 2월 16일 지정                                                                 |                                  |
| 489호   |      | 제11회 베를린올림픽 마라톤 우승 유물                                              | 서울 중구 손기정로 101                                                 | 손기정 기념재단                       | 2012년 4월 18일 지정                                                                 |                                  |
| 490호   |      | 제14회 런던올림픽 후원권                                                          | 서울 노원구 화랑로 727 한국체육박물관                                  | 대한체육회                            | 2012년 4월 18일 지정                                                                 |                                  |
| 491-1호 |      | 이원순 유물                                                                       | 서울 노원구 화랑로 727 한국체육박물관                                  | 대한체육회                            | 2012년 4월 18일 지정                                                                 |                                  |
| 492호   |      | 제14회 런던올림픽 참가 페넌트                                                     | 서울 노원구 화랑로 727 한국체육박물관                                  | 대한체육회                            | 2012년 4월 18일 지정                                                                 |                                  |
| 493호   |      | 제1회 아시안컵 축구대회 우승컵                                                    | 서울 노원구 화랑로 727 한국체육박물관                                  | 대한체육회                            | 2012년 4월 18일 지정                                                                 |                                  |
| 495호   |      | 러들로 흉판                                                                       | 서울 서대문구 성산로 250                                               | 연세대학교 동은의학박물관             | 2012년 6월 19일 지정                                                                 |                                  |
| 498호   |      | 청년단 야구대회 우승기                                                            | 서울 노원구 화랑로 727 한국체육박물관                                  | 한국체육박물관                        | 2012년 8월 13일 지정                                                                 |                                  |
| 499호   |      | 전국체육대회 우승기, 2위기, 3위기                                                 | 서울 노원구 화랑로 727 한국체육박물관                                  | 한국체육박물관                        | 2012년 8월 13일 지정                                                                 |                                  |
| 503호   |      | 청강 김영훈 진료기록물 (晴崗金永勳)                                               | 서울 동대문구 경희대로 26 경희대학교 한의학역사박물관                  | 경희대학교한의학역사박물관            | 2012년 8월 13일 지정                                                                 |                                  |
| 505호   |      | 한성순보 (漢城旬報)                                                               | 서울 관악구 관악로 1서울대 중앙도서관                                  | 서울대 중앙도서관                     | 2012년 10월 17일 지정                                                                |                                  |
| 506호   |      | 독립신문                                                                          | 서울 서대문구 연세로 50 연세대학교                                     | 연세대학교 학술정보원                 | 2012년 10월 17일 지정                                                                |                                  |
| 507호   |      | 협성회회보 (協成會 會報)                                                          | 서울 서대문구 연세로 50 연세대학교                                     | 연세대학교 학술정보원                 | 2012년 10월 17일 지정                                                                |                                  |
| 508호   |      | 매일신문 (每日新聞)                                                               | 서울 서대문구 연세로 50 연세대학교                                     | 연세대학교 학술정보원                 | 2012년 10월 17일 지정                                                                |                                  |
| 509-1호 |      | 대한매일신보 (大韓每日申報)                                                       | 서울 서초구 반포대로 201 국립중앙도서관                                | 국립중앙도서관                        | 2012년 10월 17일 지정                                                                |                                  |
| 509-2호 |      | 대한매일신보 (大韓每日申報)                                                       | 서울 종로구 효자로 12 국립고궁박물관                                   | 국립고궁박물관                        | 2012년 10월 17일 지정                                                                |                                  |
| 509-3호 |      | 대한매일신보 (大韓每日申報)                                                       | 서울 관악구 관악로 1 서울대 중앙도서관                                 | 서울대 중앙도서관                     | 2012년 10월 17일 지정                                                                |                                  |
| 510호   |      | 독립신문 상해판 (獨立新聞 上海版)                                                 | 서울 서대문구 연세로 50                                                | 연세대학교 학술정보원                 | 2012년 10월 17일 지정                                                                |                                  |
| 511호   |      | 친목회회보 (親睦會會報)                                                           | 서울 서대문구 연세로 50                                                | 연세대학교 학술정보원                 | 2012년 10월 17일 지정                                                                |                                  |
| 512호   |      | 대조선독립협회회보 (大朝鮮獨立協會會報)                                           | 서울 관악구 관악로 1 서울대 중앙도서관                                 | 서울대 중앙도서관                     | 2012년 10월 17일 지정                                                                |                                  |
| 514호   |      | 서울 이준 묘소 (서울 李儁 墓所)                                                   | 서울 강북구 수유동 산127-1                                             | .                                     | 2012년 10월 19일 지정                                                                |                                  |
| 515호   |      | 서울 손병희 묘소 (서울 孫秉熙 墓所)                                               | 서울 강북구 우이동 산28-1                                              | .                                     | 2012년 10월 19일 지정                                                                |                                  |
| 516호   |      | 서울 이시영 묘소 (서울 李始榮 墓所)                                               | 서울 강북구 수유동 산127-1                                             | .                                     | 2012년 10월 19일 지정                                                                |                                  |
| 517호   |      | 서울 안창호 묘소 (서울 安昌浩 墓所)                                               | 서울 강남구 신사동 649-9                                               | .                                     | 2012년 10월 19일 지정                                                                |                                  |
| 518호   |      | 서울 김창숙 묘소 (서울 金昌淑 墓所)                                               | 서울 강북구 수유동 산127-4                                             | .                                     | 2012년 10월 19일 지정                                                                |                                  |
| 520호   |      | 서울 신익희 묘소 (서울 申翼熙 墓所)                                               | 서울 강북구 수유동 산127-1, 산74-3                                     | .                                     | 2012년 10월 19일 지정                                                                |                                  |
| 521호   |      | 서울 방학동 전형필 가옥 (서울 放鶴洞 全鎣弼 家屋)                                 | 서울 도봉구 방학동 430번지 외 1                                        | .                                     | 2012년 12월 14일 지정                                                                |                                  |
| 523호   |      | 말모이 원고                                                                       | 서울 영등포구                                                          | .                                     | 2012년 12월 24일 지정                                                                |                                  |
| 524-1호 |      | 조선말 큰사전 원고                                                                | 서울 종로구 새문안로 3길 7                                             | .                                     | 2012년 12월 24일 지정                                                                |                                  |
| 525호   |      | 국한회어 (國漢會語)                                                               | 서울 관악구 관악로 1 서울대학교 규장각 한국학연구원                    | .                                     | 2012년 12월 24일 지정                                                                |                                  |
| 526호   |      | 국어문법 원고 (國語文法 원고)                                                     | 서울 종로구 새문안로 3길 7                                             | .                                     | 2012년 12월 24일 지정                                                                |                                  |
| 527호   |      | 국문연구안 (國文硏究案)                                                           | 서울 성북구 안암로 145 고려대학교 도서관                               | .                                     | 2012년 12월 24일 지정                                                                |                                  |
| 528-1호 |      | 국문정리 (國文正理)                                                               | 서울 마포구 백범로 35 서강대학교 로욜라 도서관                         | .                                     | 2012년 12월 24일 지정                                                                |                                  |
| 528-2호 |      | 국문정리 (國文正理)                                                               | 경기 성남시 분당구 하오개로 323 한국학중앙연구원                       | .                                     | 2012년 12월 24일 지정                                                                |                                  |
| 529-1호 |      | 전보장정 (電報章程)                                                               | 서울 서초구 반포대로 201 국립중앙도서관                                | .                                     | 2012년 12월 24일 지정                                                                |                                  |
| 529-2호 |      | 전보장정 (電報章程)                                                               | 경기 성남시 분당구하오개로 323                                         | .                                     | 2012년 12월 24일 지정                                                                |                                  |
| 530호   |      | 서울 여운형 묘소                                                                  | 서울 강북구 우이동 106-1                                               | .                                     | 2013년 2월 21일 지정                                                                 |                                  |
| 531호   |      | 신록 (新綠)                                                                       | 서울 성북구 안암로 145 고려대학교 박물관                               | .                                     | 2013년 2월 21일 지정                                                                 |                                  |
| 543호   |      | 이도재 예복                                                                       | 서울 노원구 화랑로 574                                                 | 육군박물관                            | 2013년 8월 27일 지정                                                                 |                                  |
| 544호   |      | 김선희 혼례복                                                                     | 서울 성북구                                                            | 김은영                                | 2013년 8월 27일 지정                                                                 |                                  |
| 545호   |      | 이해상 내외 상복                                                                  | 서울 강남구 삼성동 29                                                  | 경운박물관                            | 2013년 8월 27일 지정                                                                 |                                  |
| 546호   |      | 판사 법복                                                                         | 서울 서초구 서초대로 219                                               | 대법원 법원도서관                     | 2013년 8월 27일 지정                                                                 |                                  |
| 547호   |      | 변호사 법복                                                                       | 서울 서초구 서초대로 219                                               | 대법원 법원도서관                     | 2013년 8월 27일 지정                                                                 |                                  |
| 548호   |      | 대한국독립협회지장 (大韓國獨立協會之章)                                           | 서울 서대문구 연세로 50                                                | 연세대학교박물관                      | 2013년 8월 27일 지정                                                                 |                                  |
| 552-1호 |      | 공병우 세벌식 타자기                                                              | 서울 동대문구 회기로 56                                                | (사)세종대왕기념사업회                | 2013년 8월 27일 지정                                                                 |                                  |
| 552-2호 |      | 공병우 세벌식 타자기                                                              | 서울 종로구                                                            | 이수창                                | 2013년 8월 27일 지정                                                                 |                                  |
| 557호   |      | 연세 101 아날로그 전자계산기                                                      | 서울 서대문구                                                          | 박상희                                | 2013년 8월 27일 지정                                                                 |                                  |
| 558호   |      | 아날로그 전자계산기 3호기                                                         | 서울 성동구 왕십리로 222                                               | 한양대학교박물관                      | 2013년 8월 27일 지정                                                                 |                                  |
| 559-2호 |      | 금성 라디오 A-501                                                                 | 서울 종로구 세종대로 198                                               | 대한민국역사박물관                    | 2013년 8월 27일 지정                                                                 |                                  |
| 561-2호 |      | 금성 텔레비전 VD-191                                                              | 서울 종로구 세종대로 198                                               | 대한민국역사박물관                    | 2013년 8월 27일 지정                                                                 |                                  |
| 565호   |      | 치도규칙 (治道規則)                                                               | 서울 관악구 관악로 1, 1105동                                           | 서울대학교 규장각한국학연구원         | 2013년 8월 27일 지정                                                                 |                                  |
| 566-1호 |      | 과학조선 (科學朝鮮)                                                               | 서울 서대문구 서대문구 연세로 50                                       | 연세대학교                            | 2013년 8월 27일 지정                                                                 |                                  |
| 566-2호 |      | 과학조선 (科學朝鮮)                                                               | 서울 성북구 안암로 145                                                 | 고려대학교                            | 2013년 8월 27일 지정                                                                 |                                  |
| 575호   |      | 조선건축 (朝鮮建築)                                                               | 서울 영등포구                                                          | 김종영                                | 2013년 12월 20일 지정                                                                |                                  |
| 576호   |      | 한중영문중국판 한국애국가 악보                                                    | 서울 강남구                                                            | 박원호                                | 2013년 12월 20일 지정                                                                |                                  |
| 577호   |      | 연구용 원자로 TRIGA Mark-Ⅱ                                                        | 서울 노원구 공릉동                                                     | 한국원자력연구원                      | 2013년 12월 20일 지정                                                                |                                  |
| 583호   |      | 서울 흥천사 대방                                                                  | 서울 성북구 돈암동 595                                                 | .                                     | 2013년 12월 20일 지정                                                                |                                  |
| 584호   |      | 서울 경기상업고등학교 본관 및 청송관                                              | 서울 종로구 자하문길 136                                               | .                                     | 2014년 2월 27일 지정                                                                 |                                  |
| 585호   |      | 서울 기상관측소                                                                   | 서울 종로구 송월동 1-1, 신문로2가 1-428, 429, 430                      | .                                     | 2014년 2월 27일 지정                                                                 |                                  |
| 586호   |      | 서울 구 공간사옥                                                                  | 서울 종로구 원서동 219, 221-1, 140-1                                   | .                                     | 2014년 2월 27일 지정                                                                 |                                  |
| 606호   |      | 유길준 단령 (兪吉濬 團領)                                                         | 서울 성북구 안암로 145 고려대학교박물관                                | 고려대학교 (고려대학교박물관)         | 2014년 10월 29일 지정                                                                |                                  |
| 612호   |      | 프란체스카 여사 의복과 소품                                                       | 서울 종로구 율곡로 241-2(충신동, 수진빌딩 10층) 한국현대의상박물관     | 신혜숙 (한국현대의상박물관)           | 2014년 10월 29일 지정                                                                |                                  |
| 613호   |      | 양단 아리랑 드레스                                                                | 서울 종로구 율곡로 241-2(충신동, 수진빌딩 10층) 한국현대의상박물관     | 신혜숙 (한국현대의상박물관)           | 2014년 10월 29일 지정                                                                |                                  |
| 614호   |      | 저항라 적삼                                                                       | 서울 강남구 삼성동 29 경기여자고등학교 경운박물관                      | 경기여고 경운박물관                   | 2014년 10월 29일 지정                                                                |                                  |
| 616호   |      | 군용 담요 코트                                                                    | 서울 종로구 율곡로 241-2(충신동, 수진빌딩 10층) 한국현대의상박물관     | 신혜숙 (한국현대의상박물관)           | 2014년 10월 29일 지정                                                                |                                  |
| 638호   |      | 채색필사본 대동여지도                                                             | 서울 종로구 통일로 136                                                 | (재)한국연구원                        | 2014년 10월 29일 지정                                                                |                                  |
| 651호   |      | 알렌 수증 훈공일등 태극대수장                                                     | 서울 서대문구                                                          | 연세대학교 의과대학 동은의학박물관    | 2015년 10월 12일 지정                                                                |                                  |
| 653호   |      | 대한국야소교회 대표자 호소문                                                      | 서울 서대문구                                                          | 연세대학교 의과대학 동은의학박물관    | 2015년 12월 8일 지정                                                                 |                                  |
| 655호   |      | 서울 성북동 한국순교복자성직수도회 구 본원                                        | 서울 성북구                                                            | 재단법인 천주교한국순교복자성직수도회 | 2015년 12월 16일 지정                                                                |                                  |
| 656호   |      | 고종황제 하사 족자                                                                | 서울 서대문구 연세로 50-1                                              | 연세대학교 의과대학 동은의학박물관    | 2016년 2월 11일 지정                                                                 |                                  |
| 658호   |      | 간호교과서                                                                        | 서울 광진구                                                            | 장로회신학대학교                      | 2016년 4월 6일 지정                                                                  |                                  |
| 662호   |      | 서울 남대문로 2층 한옥 상가                                                       | 서울특별시 중구 남대문로 11                                            | (주)흥국생명보험                      | 2016년 8월 17일 지정                                                                 |                                  |
| 664-1호 |      | 3·1독립선언서                                                                     | 서울특별시 서초구 남부순환로 2406 (서초동, 예술의전당) 서울서예박물관  | 예술의전당 서울서예박물관             | 2016년 10월 20일 지정                                                                |                                  |
| 664-2호 |      | 3·1독립선언서                                                                     | 서울특별시 강동구                                                      | 이희선                                | 2016년 10월 20일 지정                                                                |                                  |
| 665호   |      | 발해태조건국지‧명림답부전                                                         | 서울특별시 서대문구                                                    | 김도형                                | 2016년 10월 20일 지정                                                                |                                  |
| 668호   |      | 예수성교 누가복음전서                                                             | 서울 서초구 남부순환로 2569 대한성서공회                               | 재단법인 대한성서공회                 | 2016년 12월 15일 지정                                                                |                                  |
| 669호   |      | 예수성교전서                                                                      | 서울 서대문구 연세로 50 연세대학교 학술정보원                          | 연세대학교 학술정보원                 | 2016년 12월 15일 지정                                                                |                                  |
| 670호   |      | 신약 마가전 복음서언해                                                            | 서울 서초구 남부순환로 2569 대한성서공회                               | 재단법인 대한성서공회                 | 2016년 12월 15일 지정                                                                |                                  |
| 671호   |      | 구약전서                                                                          | 서울 서초구 남부순환로 2569 대한성서공회                               | 재단법인 대한성서공회                 | 2016년 12월 15일 지정                                                                |                                  |
| 672호   |      | 서울 배화학원 캐롤라이나관                                                        | 서울 종로구 필운대로1길 34                                             | 학교법인 배화학원                     | 2017년 1월 6일 지정                                                                  | ,                                |
| 673호   |      | 서울 배화여자고등학교 켐벨기념관                                                  | 서울 종로구 필운대로1길 34                                             | 학교법인 배화학원                     | 2017년 1월 6일 지정                                                                  | ,                                |
| 674호   |      | 서울 해병대사령부 초대교회                                                        | 서울 용산구 용산2가동 2-18                                             | 국방부                                | 2017년 2월 15일 지정                                                                 |                                  |
| 675호   |      | 찬송가(UNION HYMNAL)                                                              | 서울 동작구 상도로 369 숭실대학교 한국기독교 박물관                    | 숭실대학교 (한국기독교박물관)         | 2017년 2월 15일 지정                                                                 |                                  |
| 676호   |      | 대한성공회 서울주교좌성당 모자이크 제단화                                         | 서울 중구 세종대로 21길 15 대한성공회 서울주교좌성당                   | 대한성공회 유지재단 (서울주교좌성당)  | 2017년 2월 15일 지정                                                                 |                                  |
| 679호   |      | 서울 이화여자대학교 토마스홀                                                      | 서울 서대문구 이화여대길 52                                            | 학교법인 이화학당                     | 2017년 4월 20일 지정                                                                 |                                  |
| 685호   |      | 천로역정(합질)                                                                    | 서울 서대문구 연세로 50 연세대학교 학술정보원                          | 연세대학교                            | 2017년 5월 29일 지정                                                                 |                                  |
| 686호   |      | 조선요리제법                                                                      | 서울 성북구 안암로 145 고려대학교 중앙도서관                           | 고려대학교 중앙도서관                 | 2017년 5월 29일 지정                                                                 |                                  |
| 687호   |      | 서울 앨버트 테일러 가옥(딜쿠샤)                                                   | 서울 종로구사직로2길 17                                                | 기획재정부                            | 2017년 8월 8일 지정                                                                  | [ 깨진 링크 ( 과거 내용 찾기 ) ] |
| 690호   |      | 김 골롬바와 아네스 자매(석고상)                                                   | 서울 용산구 효창원로 70길 35 김세중 기념사업회                         | 김○○                                  | 2017년 8월 8일 지정                                                                  | [ 깨진 링크 ( 과거 내용 찾기 ) ] |
| 691-5호 |      | 망우 독립유공자 묘역 - -서광조(徐光朝) 묘소                                       | 서울 중랑구 면목동 산1-1                                               | 서울특별시장                          | 2018년 8월 8일 지정예고, 2017년 10월 23일 지정                                       | ,                                |
| 691-6호 |      | 망우 독립유공자 묘역 - -서동일(徐東日) 묘소                                       | 서울 중랑구 망우동 산57-3                                              | 서울특별시장                          | 2018년 8월 8일 지정예고, 2017년 10월 23일 지정                                       | ,                                |
| 691-7호 |      | 망우 독립유공자 묘역 - -오재영(吳哉泳) 묘소                                       | 서울 중랑구 망우동 산57-                                               | 서울특별시장                          | 2018년 8월 8일 지정예고, 2017년 10월 23일 지정                                       | ,                                |